# Österreichische Aktion
Die Österreichische Aktion war das Schlagwort für einen losen Verbund monarchistischer beziehungsweise patriotischer politischer, kultureller und wirtschaftlichen Ideen im Österreich der 1920er- und 1930er-Jahre, dessen Anhänger für ein österreichisches Selbstbewusstsein auf katholisch-konservativer Grundlage eintraten. Die Vertreter der Österreichischen Aktion sahen sich als „Idee- und Tatengemeinschaft“ und waren antipreußisch gesinnt, sprachen sich gegen einen Anschluss an Deutschland und für eine europäische Integration aus. Dabei traten sie für einen großösterreichischen Völkerbund des tschechisch-slowakischen, ungarischen, südslawischen, österreichischen und allenfalls polnischen beziehungsweise rumänischen Nationalstaates ein. Das vor allem hinsichtlich Öffnung der Zoll- und Währungsgrenzen und zur Auflockerung der Abschottung nach 1918. Der Name wurde in bewusster Anlehnung an die Katholische Aktion und die monarchistisch-rechtsextreme Action française gewählt, in deren Tradition sie auch gesehen wird. Die Österreichische Aktion war ursprünglich restaurativ und antirepublikanisch ausgerichtet.
Die Ideen und Publikatione der Mitglieder der Österreichischen Aktion fanden im Österreich der Zwischenkriegszeit oft Konfrontation. Während ihre Kritik am politischen Katholizismus in der Vaterländischen Front nicht geschätzt wurde, ging der Sozialdemokratie das Entgegenkommen bei der gewünschten gemeinsamen Front gegen den Nationalsozialismus nicht weit genug. Auch stieß die Habsburgtreue vieler Aktivisten der Österreichischen Aktion auf Widerstand. Besonders die Nationalsozialisten bekämpften die Bildung einer gemeinsam gegen sie gerichteten Front, die Überlegungen zu einer österreichischen Nation und die Entwicklung einer österreichischen Identität.
Nach dem Zweiten Weltkrieg wurde die Österreichische Aktion weitgehend verdrängt beziehungsweise vergessen – auch weil viele ihrer Mitglieder die Zeit des Nationalsozialismus nicht überlebten.
Bereits ab 1925 kam es zur Gründung der übernationalen „Großösterreichischen Gemeinschaft“. Ihre Mitglieder publizierten umfangreich hinsichtlich der österreichischen Identität, zum „österreichischen Menschen“, zu einem österreichischen Patriotismus und waren vehement gegen eine großdeutsche Gesinnung. Insbesondere sahen sie die Geschicke des neuen Österreichs mit dem Schicksal Europas verbunden („Der europäische Gedanke ist der Bewahrer des österreichischen“). Das Ziel war eine Wiederannäherung der seit 1919 getrennten Staaten im Rahmen einer übernationalen Union selbständiger kulturverwandter Völker. Auf europäischer Ebene befürworteten sie eine Öffnung der Zoll- und Währungsgrenzen und eine Auflockerung der Abschottung der einzelnen europäischen Staaten. Ab 1927 gab es die Zweimonatsschrift „Vaterland“. Später gab es die Zeitschrift Wiener Politische Blätter und die Österreichische Bücherei. Ziel der Publikationen war auch die Schaffung einer österreichischen Front von rechts bis links gegen den aufkommenden Nationalsozialismus. Laut Friedrich Heer machten „die politischen Vorschläge rechts bei österreichischen Patrioten, links bei dem großen alten Mann der österreichischen Sozialdemokratie, Karl Renner, Eindruck“.
Sie befürworteten Sozialreformen, waren gegen politischen Katholizismus und für eine Stärkung der Arbeiterschaft. Damit standen die Vertreter der Österreichischen Aktion oft im Konflikt mit den damaligen Spitzen der bürgerlichen Parteien. Theoretiker und Begründer der Österreichischen Aktion waren Hans Karl Zeßner-Spitzenberg, Ernst Karl Winter, Alfred Missong, August Maria Knoll und Wilhelm Schmid. 1927 wurde die gemeinsam verfasste Schrift Die österreichische Aktion veröffentlicht. Des Weiteren werden auch Eduard Kaminitzky, Paul Kries, Georg Fleischer, Ernst Joseph Görlich, Viktor Gromaczkiewicz, Ludwig Reiter, Gregor Sebba, Aurel Kolonai, u. a. zur Österreichischen Aktion gerechnet. Es war eine „Gruppe österreichischer katholischer Legitimisten und Patrioten“ die mit dieser Schrift an die Öffentlichkeit trat, die als „bedeutendste intellektuelle Leistung der monarchistischen Bewegung“ in der Ersten Republik betrachtet wird. Insbesondere beeinflusste sie auch Richard Nikolaus Coudenhove-Kalergi und die übernationale Paneuropa-Idee eines geeinten Europas.
Am bekanntesten ist die Formel, die Winter der Österreichischen Aktion gab:
„Rechts stehen und links denken“. Darunter verstand er einen Konservatismus, der sich nicht gegen die Zeit wenden sollte:

„Die Zukunft gehört dem historisch und soziologisch konsequenten Konservatismus, der weiß, was er will, und der die Gegenwart nimmt, wie sie ist, dem Konservatismus, der – ein Paradoxon zu verwenden! – den Mut hat, ‚rechts zu stehen und links zu denken’, d.h. Forderungen der Zeit, so links sie scheinbar sind, im Namen der Tradition Rechnung zu tragen.“

1930 kam es zu einer Spaltung. Zeßner-Spitzenberg führte den legitimistischen Flügel der Wiedereinsetzung des Hauses Habsburg fort. Obgleich er Monarchist blieb, teilte Winter diesen Standpunkt nicht und gründete die „Aktion Winter“.
Winter, damals ehemaliger Vizebürgermeister von Wien, argumentierte im Gegensatz zu seinem innerkatholischen Gegenspieler Bundeskanzler Schuschnigg für militärischen Widerstand beim deutschen Einmarsch, denn nur „ein Widerstand leistendes Österreich kann seine Zukunft retten und nach der Katastrophe wieder auferstehen“. In seiner für Schuschnigg verfassten Denkschrift vom 1. März 1938 hielt er fest, dass auch ein kleiner Staat den größten Schicksalsschlägen gegenüber Mut zum Widerstand besitzen muss. Ab der deutschen Besetzung im März 1938 wurden die Publikationen der Österreichischen Aktion untersagt beziehungsweise greifbare Exemplare vernichtet und die Unterstützer verfolgt. Viele Mitglieder der Österreichischen Aktion, wie Hans Karl Zeßner-Spitzenberg, Viktor Gromaczkiewicz oder Walter Krajnc, wurden während der NS-Zeit getötet.
Nach dem Zweiten Weltkrieg 1945 waren Mitglieder und das Umfeld der Österreichischen Aktion an der Wiedererrichtung Österreichs beteiligt. Alfred Missong war einer der Gründer der ÖVP und Verfasser ihres christlichsozial geprägten ersten Programms. August Maria Knoll war Mitbegründer des Dokumentationsarchivs des österreichischen Widerstandes (DÖW) und deren Präsident. Wilhelm Malaniuk war unter anderem am Aufbau der österreichischen Nachkriegsjustiz beteiligt und Ernst Karl Winter beschäftigte sich weiter mit seinem Lebenswerk, der Versöhnungspolitik zwischen dem katholischen Lager und der Sozialdemokratie.